# Hans Hermann Eschke

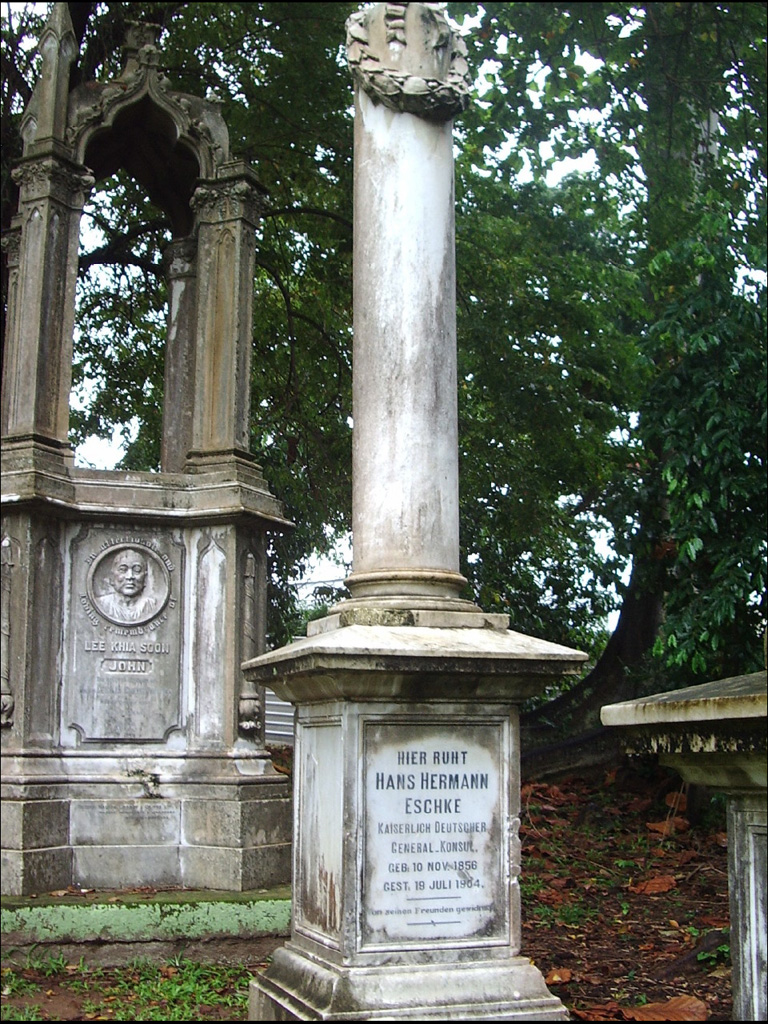
Grabstele des H.H. Eschke in Singapur

Hans Hermann Eschke (* 10. November 1856 in Berlin; † 19. Juli 1904 in Singapur) war erster deutscher Generalkonsul in Singapur.

## Hintergrund
Hans Hermann Eschke war Sohn des Landschafts- und Marinemalers Hermann Eschke (1832–1900) aus Berlin. Die Verbindung seines Vaters zur Umgebung des Kaisers waren wahrscheinlich nicht unerheblich für Eschkes Karriere im Auswärtigen Dienst, die zu seiner Position in Singapur führte.

## Singapur
Nach dem Eintritt in das preußische Justizministerium wurde der Jurist Hans Hermann Eschke 1889 als Konsul und damit als erster hauptamtlicher deutscher Diplomat nach Singapur entsandt. Das Deutsche Reich hatte Interesse an einem Ausbau der Präsenz in der Region, insbesondere mit Blick auf Tsingtau (China). Hier bewegte sich Eschke in den Kreisen der angesehenen deutschen Kaufleute und lernte gleich zu Beginn seines Aufenthalts Olga Sohst, die Tochter des in Singapur bekannten Kaufmanns und deutschen Honorarkonsuls Theodor Sohst, kennen. Nur drei Monate nach seiner Ankunft in Singapur heiratete er sie. Von Olgas Mitgift konnte sich das junge Paar ein Haus (Mount Rosie) kaufen. Mit den guten Verbindungen der angestammten Familie Sohst gelang es Eschke und seiner Frau Olga schnell, erfolgreich im Sinne der Deutschen Gemeinschaft vor Ort zu wirken.
Ende 1898 bis 1899 nahm Eschke die Ministerresidentengeschäfte in Bangkok wahr und wurde in der Zeit von seinem Schwiegervater Theodor Sohst vertreten, der vor ihm die Position eines deutschen Honorarkonsuls in Singapur wahrgenommen hatte. Im Januar 1902 wurde Eschke zusätzlich zum Konsul für den unter britischer Herrschaft stehenden Teil der Insel Borneo, die Kolonie Labuan und die vereinigten Schutzstaaten der Halbinsel Malakka mit Sitz in Singapur. 1903 erfolgte die Umwandlung des Konsularamts in Singapur in ein Generalkonsulat und Eschke erhielt die Ernennung zum Kaiserlichen Deutschen Generalkonsul. 1903 wurde der Amtsbezirk auf das Sultanat Johore ausgedehnt. Darüber hinaus verwaltete Eschke das österreich-ungarische sowie ab Dezember 1903 auch das türkische Generalkonsulat.

## Nachruf
Das hohe Ansehen, das Eschke in der Vertretung der Interessen Deutschlands in den Straits gefunden hat, wird in der dortigen Presse (Straits Times 1904) in einem Nachruf zu seinem Tode zum Ausdruck gebracht: „Alle Konsulate und großen Geschäftshäuser sowie auch die deutschen Schiffe im Hafen hatten anlässlich seines Ablebens gestern auf halbmast geflaggt, die Banken und einige andere Geschäfte schlossen übrigens zum Zeichen der Trauer bereits um 1 Uhr ihre Räume.“

## Grabmal
Das Grab von Hans Hermann Eschke befand sich ursprünglich auf dem Alten Friedhof und wurde im Jahre 1971 bei der Aufhebung des Friedhofs in den Park des Fort Canning (National Park) am Canning Rise verlegt. Dort wird an die frühen europäischen Bewohner Singapurs in Gestalt von zehn Stelen erinnert. Zwei Stelen erinnern an deutsche Einwohner, eine ist die von Hans Hermann Eschke.